# NSC TV Centro-Oeste
NSC TV Centro-Oeste é uma emissora de televisão brasileira sediada em Joaçaba, cidade do estado de Santa Catarina. Opera no canal 6 (34 UHF digital), e é afiliada à TV Globo. Integra a NSC TV, rede de televisão pertencente à NSC Comunicação. Seus estúdios estão localizados no bairro Cruzeiro do Sul, e sua antena de transmissão está no bairro Boa Vista.

## História

### TV Catarinense (1988-2005)
A TV Catarinense foi fundada em 27 de maio de 1988 por Saul Brandalise Júnior, Ivan Bonato e Maria Odete Brandalise Bonato, proprietários da Central Barriga Verde. A inauguração da emissora foi acompanhada por várias autoridades, como o governador de Santa Catarina, Pedro Ivo Campos, e o ministro da justiça Paulo Brossard.
No início, tal qual sua co-irmã TV Barriga Verde de Florianópolis, era afiliada à Rede Manchete, e além de produzir programação local retransmitia também os programas gerados na capital. Sua cobertura abrangia boa parte do estado de Santa Catarina, além de regiões ao sul do Paraná e nordeste do Rio Grande do Sul. Em 1993, juntamente com a TV Barriga Verde, deixa a Rede Manchete e torna-se afiliada à Rede Bandeirantes.

### RBS TV Centro-Oeste (2005-2017)
Em 2005, a Central Barriga Verde põe a TV Catarinense à venda. A emissora é então adquirida pelo Grupo RBS, e em 1.º de junho passa a se chamar RBS TV Centro-Oeste, sendo a última das 18 emissoras da RBS TV a ser criada, e a sexta em Santa Catarina. A emissora torna-se afiliada à Rede Globo, e passa a cobrir áreas do meio-oeste e da serra catarinense que até então eram atendidas pela RBS TV Florianópolis, RBS TV Blumenau e RBS TV Chapecó.
Após a aquisição da emissora, o Grupo RBS passou a concentrar a geração da programação no município de Lages, investindo mais de R$ 1,5 milhão na sucursal. A geradora em Joaçaba então passou a contar com apenas uma equipe de reportagem, o que acabou gerando reclamações dos telespectadores locais pela preferência do grupo em priorizar a região serrana em relação ao meio-oeste. Em dezembro de 2014, alegando "decisões administrativas e comerciais", a RBS TV Centro-Oeste retornou boa parte das operações em Joaçaba, mantendo em Lages algumas equipes de jornalismo, comerciais e administrativas.
Em 7 de março de 2016, o Grupo RBS comunica a venda da emissora e das demais operações em Santa Catarina para os empresários Lírio Parisotto (Videolar-Innova) e Carlos Sanchez (Grupo NC). Parisotto posteriormente abandona a sociedade devido ao escândalo com Luiza Brunet, fazendo do Grupo NC e seus acionistas proprietários integrais das novas empresas.

### NSC TV Centro-Oeste (2017-presente)
Em 15 de agosto de 2017, a RBS TV de Santa Catarina completa o processo de transição para a NSC Comunicação, e passa a se chamar NSC TV. A RBS TV Centro-Oeste então passa a se chamar NSC TV Centro-Oeste, bem como as demais emissoras do estado.

## Sinal digital
| Canal virtual | Canal digital | Resolução de tela | Programação                                          |
| ------------- | ------------- | ----------------- | ---------------------------------------------------- |
| 6.1           | 34 UHF        | 1080i             | Principal programação da NSC TV Centro-Oeste / Globo |

A emissora, quando RBS TV Centro-Oeste, foi a última das 18 emissoras da RBS TV a lançar o seu sinal digital, em 26 de maio de 2014, através do canal 34 UHF. O sinal entrou no ar durante o RBS Notícias, que transmitiu a cerimônia de lançamento que contou com a presença de jornalistas e diretores da emissora, além de autoridades regionais. Em Lages, foi promovido no dia seguinte um café da manhã com a presença de autoridades da região serrana juntamente com a equipe da emissora. Em 28 de maio, foi exibida uma edição especial do Jornal do Almoço em alta definição. Até 2016, ano em que deixou de produzir programas locais, a emissora não exibia sua programação em alta definição, com exceção do que era transmitido pela RBS TV Florianópolis e pela Globo.
Transição para o sinal digital
Com base no decreto federal de transição das emissoras de TV brasileiras do sinal analógico para o digital, a NSC TV Centro-Oeste cessou suas transmissões pelo canal 6 VHF em 19 de junho de 2021.

## Programas
Em sua fase como TV Catarinense, a emissora retransmitia os programas gerados pela TV Barriga Verde de Florianópolis, e produzia noticiários locais. Destacam-se nesta época o Jornal da Manhã, apresentado por Clemir Schmidt, o Jornal do Meio-Dia apresentado por Edy Wilson Serpa e Marcos Valnei, e o Jornal da Catarinense, no horário noturno, ancorado por Nelson Paulo.
Após a aquisição pelo Grupo RBS, a emissora passou a produzir blocos locais do Jornal do Almoço e do RBS Notícias, divididos entre a sede em Joaçaba e a sucursal de Lages. Com a crise do Grupo RBS, a emissora extinguiu o bloco local do RBS Notícias em janeiro de 2015. E em 6 de maio de 2016, já sob a administração do Grupo NC, a emissora extinguiu também o bloco local do Jornal do Almoço, encerrando a produção de programas locais e passando a retransmitir toda a programação vinda de Florianópolis. Atualmente, a emissora produz apenas matérias exibidas na rede estadual, feitas pela repórter Eduarda Demeneck na sucursal de Lages. A região tem como coordenador de jornalismo, Gilmar Fochessato, responsável também pela NSC TV Chapecó.

## Retransmissoras
| Cidade              | Analógico | Digital           | Cidade               | Analógico | Digital | Cidade                     | Analógico | Digital |
| ------------------- | --------- | ----------------- | -------------------- | --------- | ------- | -------------------------- | --------- | ------- |
| Abdon Batista       | 08        | -                 | Água Doce            | 13        | -       | Alto Bela Vista            | 12        | -       |
| Anita Garibaldi     | 12        | 35*               | Arroio Trinta        | 09        | -       | Bom Jardim da Serra        | 05        | 42*     |
| Caçador             | -         | 09 (33)           | Campo Belo do Sul    | 04        | -       | Campos Novos               | 08        | 42      |
| Capinzal            | 09        | 24*               | Catanduvas           | 11        | -       | Celso Ramos                | 04        | -       |
| Cerro Negro         | 07        | -                 | Correia Pinto        | 05        | -       | Curitibanos                | 04        | 33      |
| Erval Velho         | 09        | -                 | Fraiburgo            | 12        | 35      | Frei Rogério               | 04        | -       |
| Herval d'Oeste      | -         | 02 (24) / 53 (24) | Ibiam                | 10        | -       | Ibicaré                    | 11        | -       |
| Iomerê              | 05        | -                 | Irani                | 05        | -       | Jaborá                     | 13        | -       |
| Lacerdópolis        | 06        | -                 | Lages                | 02        | 05 (34) | Lebon Régis                | 10        | 42*     |
| Luzerna             | 07        | -                 | Macieira             | 07        | -       | Monte Carlo                | 02        | -       |
| Ouro                | 09        | -                 | Pinheiro Preto       | 08        | -       | Piratuba                   | 12        | 25*     |
| Ponte Alta          | 08        | 42*               | Ponte Alta do Norte  | 09        | -       | Presidente Castello Branco | 05        | -       |
| Rio das Antas       | 13        | -                 | Rio Rufino           | 15        | -       | Salto Veloso               | 09        | -       |
| Santa Cecília       | 11        | 24*               | São Cristóvão do Sul | 51        | -       | São Joaquim                | 03        | 35      |
| São José do Cerrito | 10        | -                 | Tangará              | 10        | 35*     | Timbó Grande               | 10        | -       |
| Treze Tílias        | 13        | -                 | Urubici              | 04        | 33*     | Urupema                    | 25        | 24      |
| Vargem              | 51        | 24*               | Vargem Bonita        | 04        | -       | Videira                    | -         | 05 (25) |

* - Em implantação